# Fyrisvallsbron
Fyrisvallsbron är en bro över Fyrisån i Uppsala längs Gamla Uppsalagatan som förbinder Svartbäcken med Luthagen. Bron invigdes 1962, men det har funnits en tidigare träbro på platsen sedan 1915.